# Hastedter TSV
Der Hastedter TSV war ein Sportverein aus dem Bremer Ortsteil Hastedt, Stadtteil Hemelingen. Er gliederte sich zuletzt in die vier Abteilungen Badminton, Handball, Ju-Jutsu und Turnen, bis 2008 auch Fußball. 
Der größte Erfolg der Vereinsgeschichte war die Vizemeisterschaft in der 2. Bundesliga Nord im Handball der Frauen (1992).

## Geschichte
Ale erster Sportverein in Hastedt wurde am 22. August 1861 der Männerturnverein Hastedt gegründet. Die Gründer standen unter dem Eindruck des  1. Deutschen Turnfestes 1860 in Coburg. Die ersten Turnübungen fanden in „Rauchs Garten“ am Sodenstich statt, später wurden Räume angemietet. Um 1863 gab es 23 Mitglieder, davon waren 14 Zigarrenmacher. Der Verein nannte sich ab 1902 Hastedter MTV und nahm ab 1903 auch Frauen auf. Eine Turnhalle wurde 1885/86 an der Hastedter Heerstraße gebaut und 1944 durch Bomben vollständig zerstört.
Als zweiter Sportverein wurde am 1. Juli 1897 der Arbeiterturnverein Hastedt gegründet, der sich 1905 in TV Vorwärts Hastedt umbenannte und ab diesem Jahr auch Frauen aufnahm. Er wurde 1933 verboten. Seine 1909 gebauter Turnhalle in der der Hastedter Heerstraße gegenüber der Malerstraße wurde 1939 abgebrochen. Es sollte eine neue Straße gebaut werden, die heutige Stresemannstraße.  Der Verein gründete sich am 26. Oktober 1945 als TSV Vorwärts Hastedt neu. 
Am 30. August 1947 schlossen sich beide Vereine unter dem Namen Hastedter TSV zusammen.
Der Verein wurde um 2018 aufgelöst, weil er die Betriebskosten für die vereinseigene Halle nicht mehr aufbringen konnte.

## Größte Erfolge

### Handball (Frauen)
Die erste Handballmannschaft der Frauen spielte sechs Jahre in der 2. Bundesliga. Den Handballerinnen des TSV gelang 1989 der Aufstieg in die 2. Bundesliga Nord. Dort belegten sie auf Anhieb den dritten Platz (Saison 1989/90). Größter Erfolg der Vereinsgeschichte war die Vizemeisterschaft in der Saison 1991/92. Vier Jahre später zog der Verein die Mannschaft aus der Liga zurück. Zwischen 2005 und 2008 spielte der HTSV nochmal in der drittklassigen Regionalliga Nord. In der Saison 2006/07 nahm die Mannschaft am DHB-Pokal teil und unterlag in der dritten Runde der SG Misburg. Mit Natalie Hagel brachte der HTSV eine deutsche Nationalspielerin hervor.

### Feldhandball (Männer)
In den 1950er Jahren wurde Handball noch unter freiem Himmel gespielt. Der Männer des Hastedter TSV wurden 1957 Vizemeister der Bremer Oberliga, damals die höchste Spielklasse.

### Fußball (Männer)
Die erste Fußballmannschaft spielte vier Jahre in der höchsten Amateurliga Bremens. Die Fußballer des HTSV gehörten 1947 zu den Gründungsmitgliedern der Landesliga Bremen, die bis ins Jahr 1953 gehalten werden konnte. Nach einem zwischenzeitlichen Absturz in die Bezirksliga 1957 gelang sechs Jahre später die Rückkehr ins Bremer Oberhaus, wo die Mannschaft zumeist im Mittelfeld anzutreffen war. 1970 konnte die Klasse nur knapp gehalten werden, ehe der HTSV ein Jahr später Vizemeister hinter dem Polizei SV Bremen wurde. Damit qualifizierte sich die Mannschaft für die Deutsche Amateurmeisterschaft, wo man in der ersten Runde gegen den FSV Frankfurt ausschied. Ein Jahr später gewannen die Hastedter den Bremer Pokal durch einen 4:1-Sieg gegen OT Bremen und schied in der ersten Runde des Norddeutschen Pokals gegen Arminia Hannover aus. Im Jahre 1974 stieg der HTSV aus der Landesliga ab und kam nach weiteren Abstiegen 1983 in der Kreisliga B an. Ende der 1980er Jahre ging es wieder nach oben und in der Saison 1994/95 erreichte die Mannschaft nochmal die Verbandsliga. Nach dem Abstieg aus der Landesliga Bremen spielte der HTSV bis 2008 in der Bezirksliga. Nach dem Abstieg fusionierte die Fußballabteilung mit der des Post SV Bremen zum BSC Hastedt.

### Hockey (Damen)
Die erste Hockeymannschaft der Damen erreichte zweimal die Endrunde um die Deutsche Hallenhockey-Meisterschaft.

### Eishockey (Männer)
| Saison  | Liga              | Stufe | Platzierung |
| ------- | ----------------- | ----- | ----------- |
| 1965/66 | Regionalliga Nord | III   | 4. (von 5)  |
| 1966/67 | Regionalliga Nord | III   | 6. (von 7)  |
| 1967/68 | Regionalliga Nord | III   | ?           |
| 1968/69 | ?                 |       |             |
| 1969/70 | Regionalliga Nord | III   | 4. (von 7)  |
| 1970/71 | Regionalliga Nord | III   | 3. (von 5)  |
| 1971/72 | Regionalliga Nord | III   | 6. (von 9)  |
| 1972/73 | Regionalliga Nord | III   | 9. (von 9)  |
| 1973/74 | Regionalliga Nord | IV    | ?           |
| 1974/75 | Regionalliga Nord | IV    | 6. (von 7)  |
| 1975/76 | Regionalliga Nord | IV    | 3. (von 6)  |
| 1976/77 | Regionalliga Nord | IV    | 6. (von 8)  |
| 1977/78 | Regionalliga Nord | IV    | 6. (von 7)  |

Im September 1963 wurde das städtische Eisstadion Bremens eröffnet. Es lag in Hastedt am Jakobsberg, fast direkt neben dem Vereinsgelände. Der Hastedter TSV spielte von 1965 bis 1978 in der Eishockey-Regionalliga, siehe auch Eishockey in Bremen. Spätestens seit der Schließung des Eisstadions Anfang der 1990er Jahre wurde im Verein kein Eishockey mehr gespielt.